# المديرية الوطنية للضرائب والجمارك (كولومبيا)

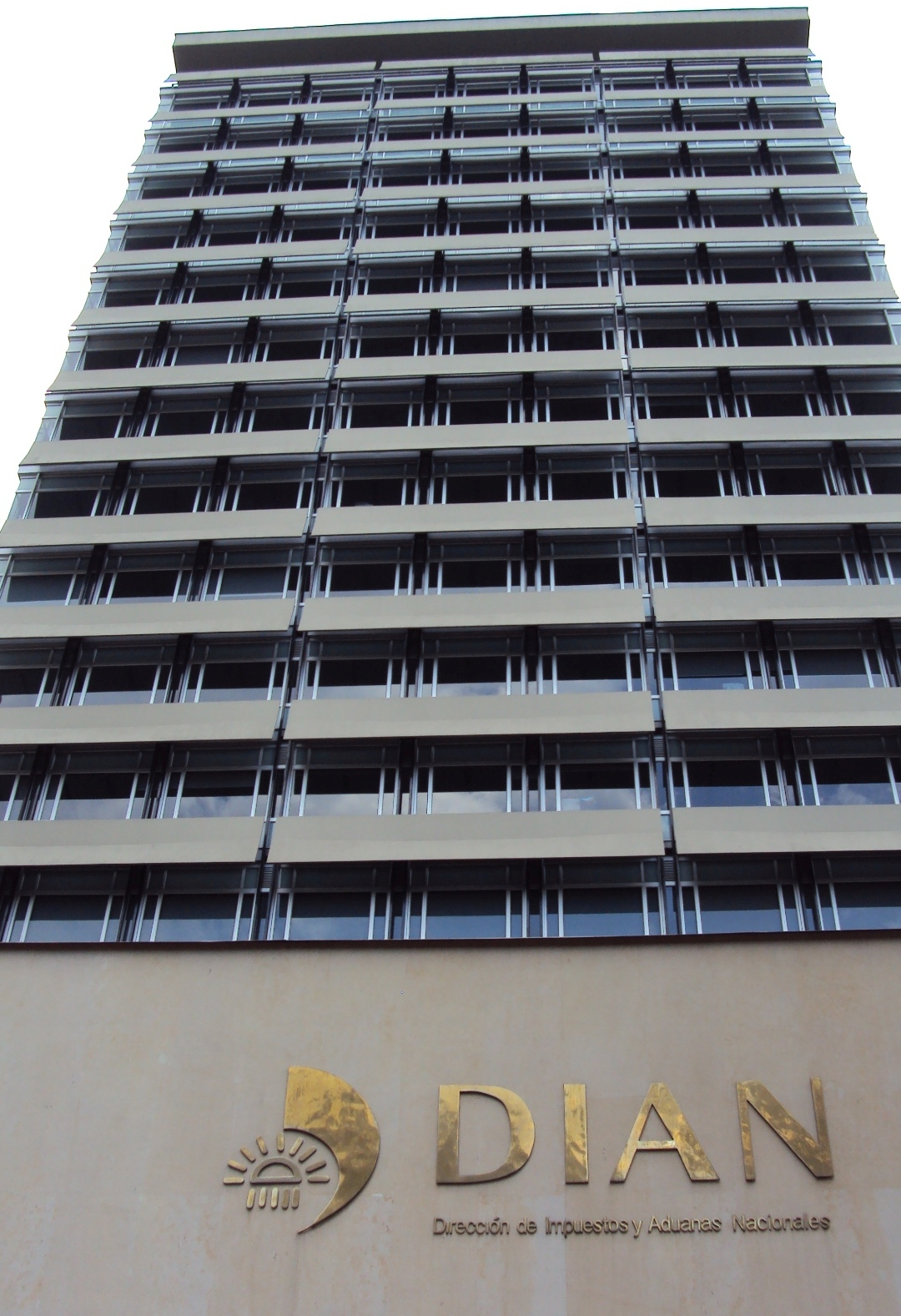
المقر الرئيسي للمديرية.

المديرية الوطنية للضرائب والجمارك (بالإسبانية: Dirección de Impuestos y Aduanas Nacionales)‏ هي وكالة حكومية مسؤولة عن التنظيم المالي وتحصيل الضرائب في كولومبيا. تندرج الوكالة تحت إشراف وزارة المالية والائتمان العام ومقرها في بوغوتا.
في مسائل الجمارك والتبادل تكون المديرية مسؤولة عن إدارة الرسوم الجمركية والضرائب الأخرى على التجارة الخارجية، فضلاً عن توجيه وإدارة إدارة الجمارك بما في ذلك حجز البضائع أو مصادرتها أو الإعلان عن التخلي عنها لصالح الأمة. كما أنها مسؤولة عن مراقبة الامتثال لنظام الصرف فيما يتعلق باستيراد وتصدير السلع والخدمات والنفقات المرتبطة بها، وتمويل الواردات والصادرات بالعملة الأجنبية، وفواتيرها وفواتيرها الزائدة عن هذه العمليات.
في المسائل الضريبية المديرية مسؤولة عن ضريبة الدخل والضرائب التكميلية، وضريبة المبيعات وضريبة الدمغة الوطنية وغيرها من الضرائب الداخلية الوطنية التي لا يتم تخصيص اختصاصها لكيانات الدولة الأخرى، فضلاً عن تحصيل وتحصيل الرسوم الجمركية والضرائب الأخرى على التجارة الخارجية وعقوبات الصرف.